# Punctoidea
Punctoidea is een superfamilie van weekdieren uit de klasse van de Gastropoda (slakken).

## Taxonomie
De volgende taxa zijn in de superfamilie ingedeeld:
- Familie Oopeltidae Cockerell, 1891
- Familie Punctidae Morse, 1864
- Familie Charopidae Hutton, 1884
  - Onderfamilie Charopinae Hutton, 1884
    - = Phenacohelicidae Suter, 1892
    - = Flammulinidae Crosse, 1895
    - = Amphidoxinae Thiele, 1931
    - = Dipnelicidae Iredale, 1937
    - = Hedleyoconchidae Iredale, 1942
    - = Pseudocharopidae Iredale, 1944
    - = Trachycystidae Schileyko, 1986
    - = Therasiinae Schileyko, 2001
    - = Flammoconchinae Schileyko, 2001
    - = Ranfurlyinae Schileyko, 2001

  - Onderfamilie Otoconchinae Cockerell, 1893
  - Onderfamilie Rotadiscinae H. B. Baker, 1927
  - Onderfamilie Semperdoninae Solem, 1983
  - Onderfamilie Thysanotinae Godwin-Austen, 1907
  - Onderfamilie Trukcharopinae Solem, 1983
- Familie Cystopeltidae Cockerell, 1891
- Familie Discidae Thiele, 1931 (1866)
- Familie Endodontidae Pilsbry, 1895
- Familie Helicodiscidae H. B. Baker, 1927
- Familie Oreohelicidae Pilsbry, 1939